# Kevin Dorsey
Kevin Dorsey (Forestville, 23 febbraio 1990) è un giocatore di football americano statunitense che gioca nel ruolo di wide receiver per i New England Patriots della National Football League (NFL). Fu scelto nel corso del settimo giro (224º assoluto) del Draft NFL 2013 dai Green Bay Packers. Al college ha giocato a football all’Università del Maryland.

## Carriera professionistica

### Green Bay Packers
Dorsey fu scelto nel corso del settimo giro del Draft 2013 dai Green Bay Packers. Dopo non essere mai sceso in campo nella sua stagione da rookie, nella successiva disputò tre partite, ricevendo un passaggio da 4 yard.

### New England Patriots
L'11 marzo 2015 Dorsey firmò un contratto con i New England Patriots

## Statistiche
| Partite totali         | 3 |
| Partite da titolare    | 0 |
| Ricezioni              | 1 |
| Yard su ricezione      | 4 |
| Touchdown su ricezione | 0 |

Statistiche aggiornate alla stagione 2014